# 타이베이 대공습
타이베이 대공습(중국어 정체자: 臺北大空襲/台北大空襲, 간체자: 台北大空袭, 영어: Taipei Air Raid, Raid on Taipei)은 제2차 세계 대전 중인 1945년 5월 31일, 연합군이 타이베이를 공습한 사건이다. 

## 같이 보기
- 일본 본토 공습
- 도쿄 대공습
- 포르모사 공중전
- 타이베이 형무소 벽 유적